# A BFC Siófok 2012–2013-as szezonja
A BFC Siófok 2012–2013-as szezonja szócikk a BFC Siófok első számú férfi labdarúgócsapatának egy idényéről szól, mely sorozatban a 3., összességében pedig a 20. idénye a csapatnak a magyar első osztályban. A klub fennállásának ekkor volt a 91. évfordulója.

## Statisztikák
Utolsó elszámolt mérkőzés dátuma: 2013. június 2.

### Mérkőzések
| Lejátszott mérkőzések száma          | 42 (30 OTP Bank Liga, 6 Magyar kupa, 6 Ligakupa)     |
| Győzelmek száma                      | 12 (7 OTP Bank Liga, 4 Magyar kupa, 1 Ligakupa)      |
| Döntetlenek száma                    | 7 (4 OTP Bank Liga, 0 Magyar kupa, 3 Ligakupa)       |
| Vereségek száma                      | 23 (19 OTP Bank Liga, 2 Magyar kupa, 2 Ligakupa)     |
| Szerzett gólok száma                 | 43                                                   |
| Kapott gólok száma                   | 74                                                   |
| Gólkülönbség                         | –31                                                  |
| Sárga lapok                          | 90                                                   |
| Kiállítások                          | 8                                                    |
| Legtöbbet figyelmeztetett játékos    | Pál Szabolcs (13 , 0 )                               |
| Legnagyobb arányú győzelem otthon    | BFC Siófok 3–0 Diósgyőr (2013. 04. 16.)              |
| Legnagyobb arányú győzelem idegenben | Vasas 0–2 BFC Siófok (2012. 12. 05.)                 |
| Legnagyobb arányú vereség            | Videoton 6–0 BFC Siófok (2013. 03. 29.)              |
| Legmagasabb hazai nézőszám           | 2 500 néző, BFC Siófok 2–3 Győri ETO (2012. 08. 18.) |
| Legalacsonyabb hazai nézőszám        | 100 néző, BFC Siófok 0–0 Paksi FC (2012. 10. 10.)    |
| Legtöbbször pályára lépett játékos   | Pál Szabolcs (35 mérkőzés)                           |
| Házi gólkirály                       | Melczer Vilmos (7 ), Pál Szabolcs (7 )               |
| Pontok                               | 43/126 (34,13%)                                      |

### Kiírások
| Kiírás        | Statisztikák | Statisztikák | Statisztikák | Statisztikák | Statisztikák | Statisztikák | Kezdő forduló | Végső forduló/ helyezés | Mérkőzések dátumai | Mérkőzések dátumai |
| Kiírás        | M            | GY           | D            | V            | LG–KG        | GK           | Kezdő forduló | Végső forduló/ helyezés | Első               | Utolsó             |
| ------------- | ------------ | ------------ | ------------ | ------------ | ------------ | ------------ | ------------- | ----------------------- | ------------------ | ------------------ |
| OTP Bank Liga | 30           | 7            | 4            | 19           | 31–61        | –30          | —             |                         | 2012. 07. 29.      | 2013. 06. 02.      |
| Magyar kupa   | 6            | 4            | 0            | 2            | 7–6          | +1           | 2. forduló    | Negyeddöntő             | 2012. 09. 19.      | 2013. 02. 27.      |
| Ligakupa      | 6            | 1            | 3            | 2            | 5–7          | –2           | Csoportkör    | Csoportkör              | 2012. 09. 05.      | 2012. 12. 05.      |

## Mérkőzések
| Színmagyarázat | Színmagyarázat |
| -------------- | -------------- |
|                | Győzelem.      |
|                | Döntetlen.     |
|                | Vereség.       |

### OTP Bank Liga 2012–13

#### Őszi fordulók
| 1. forduló 2012. július 29. 17:00 |

| BFC Siófok | 0 – 1               | Budapest Honvéd                                                   |
| ---------- | ------------------- | ----------------------------------------------------------------- |
| Gál 64'    | (0 – 0) Jegyzőkönyv | Ignjatović 78' Ivancsics 3' Vidović 17' Debreceni 39' Faggyas 86' |

| Révész Géza utca, Siófok Nézőszám: 1 200 Játékvezető: Szilasi Szabolcs (magyar) |

| 2. forduló 2012. augusztus 3. 19:00 |

| Egri FC                              | 1 – 1               | BFC Siófok            |
| ------------------------------------ | ------------------- | --------------------- |
| Dobrić 59' Preklet 21' Pavičević 70' | (0 – 1) Jegyzőkönyv | Sipos 21' Melczer 38' |

| Illovszky Rudolf Stadion, Budapest Nézőszám: 300 Játékvezető: Takács János (magyar) |

| 3. forduló 2012. augusztus 10. 19:00 |

| BFC Siófok                | 0 – 3               | Haladás                                                         |
| ------------------------- | ------------------- | --------------------------------------------------------------- |
| Windecker 37' Lengyel 69' | (0 – 2) Jegyzőkönyv | Radó 3' Iszlai 29' (11-esből) Kenesei 76' Fehér 22' Andorka 69' |

| Révész Géza utca, Siófok Nézőszám: 1 000 Játékvezető: Berke Balázs (magyar) |

| 4. forduló 2012. augusztus 18. 20:45 |

| BFC Siófok                                        | 2 – 3               | Győri ETO                                    |
| ------------------------------------------------- | ------------------- | -------------------------------------------- |
| Dajić 2' Nyári 87' Kecskés 42' Pál 72' Molnár 81' | (1 – 1) Jegyzőkönyv | Varga 23' Kamber 57' 90+1' Lang 58' Švec 80' |

| Révész Géza utca, Siófok Nézőszám: 2 500 Játékvezető: Fábián Mihály (magyar) |

| 5. forduló 2012. augusztus 25. 20:45 |

| Diósgyőr                             | 2 – 1               | BFC Siófok              |
| ------------------------------------ | ------------------- | ----------------------- |
| Fernando 54' Bacsa 67' Gosztonyi 41' | (0 – 1) Jegyzőkönyv | Pál 21' Mogyorósi 90+1' |

| DVTK-stadion, Miskolc Nézőszám: 8 000 Játékvezető: Berger József (magyar) |

| 6. forduló 2012. szeptember 2. 18:30 |

| BFC Siófok                                                  | 1 – 3               | Videoton                                        |
| ----------------------------------------------------------- | ------------------- | ----------------------------------------------- |
| Zamostny 84' Kiss 54' Kecskés 60' Nyári 66' Deák István 75′ | (0 – 1) Jegyzőkönyv | Haraszti 14' Mitrović 77' Oliveira 90' Tóth 57' |

| Révész Géza utca, Siófok Nézőszám: 1 800 Játékvezető: Kassai Viktor (magyar) |

| 7. forduló 2012. szeptember 15. 16:00 |

| Paksi FC                        | 4 – 1               | BFC Siófok                       |
| ------------------------------- | ------------------- | -------------------------------- |
| Vayer 73' Simon 74' 79' 87' 75' | (0 – 0) Jegyzőkönyv | Pál 90+2' (11-esből) Kecskés 83' |

| Fehérvári úti stadion Nézőszám: 800 Játékvezető: Szilasi Szabolcs (magyar) |

| 8. forduló 2012. szeptember 23. 18:30 |

| BFC Siófok                       | 0 – 0               | Ferencváros             |
| -------------------------------- | ------------------- | ----------------------- |
| Zamostny 22' Kecskés 64' Pál 76' | (0 – 0) Jegyzőkönyv | Ranilovič 71' Bešić 88' |

| Révész Géza utca, Siófok Nézőszám: 2 000 Játékvezető: Takács János (magyar) |

| 9. forduló 2012. szeptember 28. 19:00 |

| MTK Budapest          | 1 – 1               | BFC Siófok                                             |
| --------------------- | ------------------- | ------------------------------------------------------ |
| Kanta 81' Nikházi 86' | (0 – 0) Jegyzőkönyv | Kiss 58' Deák István 39' Gál 69' Mogyorósi 77' Pál 81' |

| Hidegkuti Nándor Stadion Nézőszám: 800 Játékvezető: Bognár Tamás (magyar) |

| 10. forduló 2012. október 7. 18:30 |

| BFC Siófok          | 0 – 2               | Debreceni VSC                                 |
| ------------------- | ------------------- | --------------------------------------------- |
| Kecskés 32' Pál 45' | (0 – 1) Jegyzőkönyv | Coulibaly 33' (11-esből) Bódi 62' Szakály 80' |

| Révész Géza utca, Siófok Nézőszám: 500 Játékvezető: Radványi Ádám (magyar) |

| 11. forduló 2012. október 20. 16:00 |

| Kaposvári Rákóczi                        | 3 – 0               | BFC Siófok                                          |
| ---------------------------------------- | ------------------- | --------------------------------------------------- |
| Kovács 40' 34' Diallo 71' 80' Balázs 35' | (1 – 0) Jegyzőkönyv | Mogyorósi 19' Fodor 20' Gál 30' Sipos 37' Dajić 67' |

| Rákóczi Stadion, Kaposvár Nézőszám: 2 500 Játékvezető: Vad II. István (magyar) |

| 12. forduló 2012. október 26. 17:00 |

| BFC Siófok  | 0 – 2               | Kecskeméti TE                   |
| ----------- | ------------------- | ------------------------------- |
| Kecskés 80' | (0 – 1) Jegyzőkönyv | Salami 31' Patvaros 58' Sós 90' |

| Révész Géza utca, Siófok Nézőszám: 300 Játékvezető: Fábián Mihály (magyar) |

| 13. forduló 2012. november 3. 16:00 |

| Pécsi MFC                                             | 2 – 1               | BFC Siófok                           |
| ----------------------------------------------------- | ------------------- | ------------------------------------ |
| Bajzát 30' 64' Okoronkwo 79' Demjén 86′ Zeljkovič 90' | (1 – 1) Jegyzőkönyv | Pál 17' Mogyorósi 66′ Zamostny 90+2' |

| PMFC Stadion, Pécs Nézőszám: 1 200 Játékvezető: Szőts Gergely (magyar) |

| 14. forduló 2012. november 9. 19:00 |

| BFC Siófok                  | 1 – 0               | Lombard Pápa                                       |
| --------------------------- | ------------------- | -------------------------------------------------- |
| Nyári 8' Sluka 7' Fehér 57' | (1 – 0) Jegyzőkönyv | Tóth B. 41' Simon 63' Rodenbücher 76' Dlusztus 82' |

| Révész Géza utca, Siófok Nézőszám: 300 Játékvezető: Erdős József (magyar) |

| 15. forduló 2012. november 16. 19:00 |

| Újpest                                                                        | 4 – 2               | BFC Siófok                                |
| ----------------------------------------------------------------------------- | ------------------- | ----------------------------------------- |
| Moraes 27' Kabát 64' 90+1' Antón 84' 86' Vermes 45' Proesmans 73' Horváth 74' | (1 – 2) Jegyzőkönyv | Melczer 20' 37' Dajić 40' Deák István 49' |

| Szusza Ferenc Stadion, Budapest Nézőszám: 2 457 Játékvezető: Kassai Viktor (magyar) |

| 16. forduló 2012. november 24. 18:30 |

| Budapest Honvéd                                   | 2 – 0               | BFC Siófok                    |
| ------------------------------------------------- | ------------------- | ----------------------------- |
| Diaby 68' Délczeg 90+2' (11-esből) 36' Diarra 87' | (0 – 0) Jegyzőkönyv | Dajić 60' Pál 80' Fejes 90+1' |

| Bozsik József Stadion, Budapest Nézőszám: 1 500 Játékvezető: Böcskei Balázs (magyar) |

| 17. forduló 2012. december 1. 16:00 |

| BFC Siófok                                                                                           | 4 – 3               | Egri FC                                                               |
| --- | ------------------- | --------------------------------------------------------------------- |
| Melczer 10' (11-esből) 76' (11-esből) 88' (11-esből) Dajić 64' Mogyorósi 54' Gál 61' Deák István 71' | (1 – 0) Jegyzőkönyv | Horváth 53' Albert 58' Németh 68' Brljak 10' Stanislaw 26' Piller 75' |

| Révész Géza utca, Siófok Nézőszám: 300 Játékvezető: Iványi Zoltán (magyar) |

#### Tavaszi fordulók
| 18. forduló 2013. március 2. 16:00 |

| Haladás                                                       | 2 – 1               | BFC Siófok                                                      |
| ------------------------------------------------------------- | ------------------- | --------------------------------------------------------------- |
| Iszlai 69' (11-esből) 74′ Halmosi 77' (11-esből) 18' Nagy 66' | (0 – 1) Jegyzőkönyv | Nagy 38' Pál 39' Windecker 41' Takács 68′ Tímár 76' Kecskés 86' |

| Rohonci úti stadion, Szombathely Nézőszám: 2 427 Játékvezető: Oláh Gábor (magyar) |

| 19. forduló 2013. március 9. 18:30 |

| Győri ETO                     | 2 – 1               | BFC Siófok                      |
| ----------------------------- | ------------------- | ------------------------------- |
| Trajković 39' 61' 18' Had 53' | (1 – 0) Jegyzőkönyv | Máté 65' Pál 16' Fejes 81′, 83′ |

| ETO Park, Győr Nézőszám: 4 000 Játékvezető: Radványi Ádám (magyar) |

| 20. forduló 2013. április 16. 16:00 |

| BFC Siófok                                       | 3 – 0               | Diósgyőr   |
| ------------------------------------------------ | ------------------- | ---------- |
| Dajić 32' Fehér 58' 69' Máté 74' Gál 59' Pál 63' | (1 – 0) Jegyzőkönyv | Vadász 65' |

| Révész Géza utca, Siófok Nézőszám: 200 Játékvezető: Bognár Tamás (magyar) |

- Elhalasztott mérkőzés.

| 21. forduló 2013. március 29. 19:00 |

| Videoton                                                                                              | 6 – 0               | BFC Siófok                   |
| --- | ------------------- | ---------------------------- |
| Mitrović 60' Nikolics 67' (11-esből) 84' Gyurcsó 77' Juhász 90' Oliveira 90+3' Kovács 37' Paraiba 63' | (0 – 0) Jegyzőkönyv | Máté 40' Fehér 57' Tímár 66′ |

| Sóstói Stadion, Székesfehérvár Nézőszám: 2 500 Játékvezető: Vad II. István (magyar) |

| 22. forduló 2013. április 6. 14:00 |

| BFC Siófok                       | 1 – 1               | Paksi FC                                |
| -------------------------------- | ------------------- | --------------------------------------- |
| Pál 23' Takács 27' Windecker 71' | (1 – 1) Jegyzőkönyv | Lázok 28' Kovács 12' Szabó 26' Éger 76' |

| Révész Géza utca, Siófok Nézőszám: 300 Játékvezető: Solymosi Péter (magyar) |

| 23. forduló 2013. április 13. 18:30 |

| Ferencváros                                              | 4 – 2               | BFC Siófok                                          |
| -------------------------------------------------------- | ------------------- | --------------------------------------------------- |
| Böde 11' 54' 65' Leonardo 89' 62' Gyömbér 4' Perić 90+2' | (1 – 1) Jegyzőkönyv | Tímár 27' Melczer 72' 63' Kecskés 32' Windecker 49' |

| Puskás Ferenc Stadion, Budapest Nézőszám: 6 400 Játékvezető: Erdős József (magyar) |

| 24. forduló 2013. április 19. 17:00 |

| BFC Siófok                                                 | 2 – 1               | MTK Budapest         |
| ---------------------------------------------------------- | ------------------- | -------------------- |
| Pál 77' 43' Tímár 90+2' Fodor 24' Takács 28' Windecker 29' | (0 – 0) Jegyzőkönyv | Tischler 62' Poór 6' |

| Révész Géza utcai stadion, Siófok Nézőszám: 250 Játékvezető: Németh Ádám (magyar) |

| 25. forduló 2013. április 27. 18:30 |

| Debreceni VSC                                            | 4 – 1               | BFC Siófok        |
| -------------------------------------------------------- | ------------------- | ----------------- |
| Sidibe 2' Coulibaly 25' 44' 53' 89' Nagy 64' Szakály 71' | (3 – 0) Jegyzőkönyv | Dajić 62' Gál 78' |

| Oláh Gábor utca, Debrecen Nézőszám: 3 000 Játékvezető: Bognár Tamás (magyar) |

| 26. forduló 2013. május 4. 18:30 |

| BFC Siófok                                                 | 2 – 1               | Kaposvári Rákóczi                        |
| ---------------------------------------------------------- | ------------------- | ---------------------------------------- |
| Windecker 15' Melczer 56' Takács 31' Dajić 42' Kecskés 66' | (1 – 1) Jegyzőkönyv | Oláh 31' (11-esből) Bőle 75' Vručina 84' |

| Révész Géza utcai stadion, Siófok Nézőszám: 500 Játékvezető: Szőts Gergely (magyar) |

| 27. forduló 2013. május 11. 16:00 |

| Kecskeméti TE                                                             | 3 – 1               | BFC Siófok                              |
| ------------------------------------------------------------------------- | ------------------- | --------------------------------------- |
| Burgos 14' Mohl 49' Salami 68' Díaz 24' Savić 28' Vaskó 44' Vukasovic 77′ | (1 – 0) Jegyzőkönyv | Kiss 53' Nagy 34' Windecker 60' Pál 70' |

| Széktói Stadion, Kecskemét Nézőszám: 1 632 Játékvezető: Fábián Mihály (magyar) |

| 28. forduló 2013. május 18. 16:00 |

| BFC Siófok             | 1 – 0               | Pécsi MFC            |
| ---------------------- | ------------------- | -------------------- |
| Windecker 70' Máté 89' | (0 – 0) Jegyzőkönyv | Nagy 57' Horváth 69' |

| Révész Géza utcai stadion, Siófok Nézőszám: 500 Játékvezető: Oláh Gábor (magyar) |

| 29. forduló 2013. május 24. 19:00 |

| Lombard Pápa                    | 0 – 1               | BFC Siófok                                                          |
| ------------------------------- | ------------------- | ------------------------------------------------------------------- |
| Maróti 7' Tóth G. 56' Marić 59' | (0 – 0) Jegyzőkönyv | Takács 57' 16' Kecskés 59' Windecker 61' Máté 68′ Pál 88' Gál 90+4' |

| Perutz Stadion, Pápa Nézőszám: 3 000 Játékvezető: Vad II. István (magyar) |

| 30. forduló 2013. június 2. 16:30 |

| BFC Siófok | 0 – 1               | Újpest                      |
| ---------- | ------------------- | --------------------------- |
| Gál 68'    | (0 – 0) Jegyzőkönyv | Zamostny 90' Mihajlović 60' |

| Révész Géza utca, Siófok Nézőszám: 2 200 Játékvezető: Farkas Ádám (magyar) |

#### A végeredmény
| #   | Csapat                | M  | GY | D  | V  | G+ – G– | GK  | P  | Megjegyzések                                   |
| --- | --------------------- | -- | -- | -- | -- | ------- | --- | -- | ---------------------------------------------- |
| 1.  | Győri ETO (B)         | 30 | 19 | 7  | 4  | 57–33   | +24 | 64 | 2013–2014-es Bajnokok Ligája – 2. selejtezőkör |
| 2.  | Videoton (I)          | 30 | 16 | 6  | 8  | 52–24   | +28 | 54 | 2013–2014-es Európa-liga – 1. selejtezőkör     |
| 3.  | Budapest Honvéd (I)   | 30 | 15 | 7  | 8  | 50–36   | +14 | 52 | 2013–2014-es Európa-liga – 1. selejtezőkör     |
| 4.  | MTK BudapestÚ         | 30 | 15 | 6  | 9  | 43–30   | +13 | 51 |                                                |
| 5.  | Ferencváros           | 30 | 13 | 10 | 7  | 51–36   | +15 | 49 |                                                |
| 6.  | Debreceni VSCCV (KGY) | 30 | 14 | 4  | 12 | 47–36   | +11 | 46 | 2013–2014-es Európa-liga – 2. selejtezőkör1    |
| 7.  | Kecskeméti TE         | 30 | 12 | 8  | 10 | 42–42   | 0   | 44 |                                                |
| 8.  | Haladás               | 30 | 11 | 11 | 8  | 36–27   | +9  | 44 |                                                |
| 9.  | Újpest                | 30 | 11 | 8  | 11 | 40–42   | −2  | 41 |                                                |
| 10. | Diósgyőr              | 30 | 9  | 11 | 10 | 31–39   | −8  | 38 |                                                |
| 11. | Kaposvári Rákóczi     | 30 | 10 | 7  | 13 | 35–38   | −3  | 37 |                                                |
| 12. | Pécsi MFC             | 30 | 10 | 7  | 13 | 33–44   | −11 | 37 |                                                |
| 13. | Paksi FC              | 30 | 8  | 11 | 11 | 40–38   | +2  | 35 |                                                |
| 14. | Lombard Pápa          | 30 | 7  | 7  | 16 | 26–46   | −20 | 28 |                                                |
| 15. | BFC Siófok (K)        | 30 | 7  | 4  | 19 | 31–61   | −30 | 25 | NB II                                          |
| 16. | Egri FCÚ (K)          | 30 | 3  | 6  | 21 | 25–67   | −42 | 15 | NB II                                          |

Forrás: MLSZ adatbank 
A rangsorolás alapszabályai: 1. összpontszám, 2. győzelmek száma, 3. gólkülönbség, 4. szerzett gólok száma, 5. egymás elleni eredmények összpontszáma,  6. egymás elleni eredmények gólkülönbsége, 7. egymás elleni eredmények szerzett góljainak száma, 8. egymás elleni eredmények idegenben szerzett góljainak száma.
1 A Debreceni VSC a 2013–14-es Európa-liga 2. selejtezőkörében indulhat, kupagyőztesként.
(B): Bajnokcsapat, (K): Kieső csapat, (F): Feljutó csapat, (I): Kupainduló, (R): A rájátszás győztese, (KGY): Kupagyőztes

#### Eredmények összesítése
Az alábbi táblázatban összesítve szerepelnek a BFC Siófok 2012/13-as bajnokságban elért eredményei.
| Ősz/tavasz (forduló)    | Otthon | Otthon | Otthon | Otthon | Otthon | Otthon | Otthon | Idegenben | Idegenben | Idegenben | Idegenben | Idegenben | Idegenben | Idegenben |
| Ősz/tavasz (forduló)    | M      | GY     | D      | V      | LG–KG  | GK     | P      | M         | GY        | D         | V         | LG–KG     | GK        | P         |
| ----------------------- | ------ | ------ | ------ | ------ | ------ | ------ | ------ | --------- | --------- | --------- | --------- | --------- | --------- | --------- |
| Őszi szezon (1–17.)     | 9      | 2      | 1      | 6      | 8–17   | –9     | 7      | 8         | 0         | 2         | 6         | 7–19      | –12       | 2         |
| Tavaszi szezon (18–30.) | 6      | 4      | 1      | 1      | 9–4    | +5     | 13     | 7         | 1         | 0         | 6         | 7–21      | –14       | 3         |
| Összesen (1–30.)        | 15     | 6      | 2      | 7      | 17–21  | –4     | 20     | 15        | 1         | 2         | 12        | 14–40     | –26       | 5         |

#### Helyezések fordulónként
| Forduló  | 1  | 2  | 3  | 4  | 5  | 6  | 7  | 8  | 9  | 10 | 11 | 12 | 13 | 14 | 15 | 16 | 17 | 18 | 19 | 20 | 21 | 22 | 23 | 24 | 25 | 26 | 27 | 28 | 29 | 30 |
| -------- | -- | -- | -- | -- | -- | -- | -- | -- | -- | -- | -- | -- | -- | -- | -- | -- | -- | -- | -- | -- | -- | -- | -- | -- | -- | -- | -- | -- | -- | -- |
| Helyszín | O  | I  | O  | O  | I  | O  | I  | O  | I  | O  | I  | O  | I  | O  | I  | I  | O  | I  | I  | O  | I  | O  | I  | O  | I  | O  | I  | O  | I  | O  |
| Eredmény | V  | D  | V  | V  | V  | V  | V  | D  | D  | V  | V  | V  | V  | GY | V  | V  | GY | V  | V  | GY | V  | D  | V  | GY | V  | GY | V  | GY | GY | V  |
| Helyezés | 13 | 13 | 16 | 16 | 16 | 16 | 16 | 16 | 16 | 16 | 16 | 16 | 16 | 16 | 16 | 16 | 16 | 16 | 16 | 15 | 16 | 16 | 15 | 15 | 15 | 15 | 15 | 15 | 15 | 15 |

Helyszín: O = Otthon; I = Idegenben. Eredmény: GY = Győzelem; D = Döntetlen; V = Vereség.

### Magyar kupa
| 2. forduló 2012. szeptember 19. 15:30 |

| Budaörs       | 0 – 1               | BFC Siófok                         |
| ------------- | ------------------- | ---------------------------------- |
| Vattamány 17' | (0 – 1) Jegyzőkönyv | Pál 27' Deák István 80' Kiss 90+2' |

| Budaörs Játékvezető: Farkas Tibor (magyar) |

| 3. forduló 2012. október 31. 12:30 |

| Felsőtárkány                                                       | 0 – 1               | BFC Siófok         |
| ------------------------------------------------------------------ | ------------------- | ------------------ |
| Debreceni 33' Szűcs 63' Kaszás 79′ Nagy 82' Baji 90+1′ Busai 90+2′ | (0 – 0) Jegyzőkönyv | Sluka 56' Kiss 66' |

| Felsőtárkány Játékvezető: Gyarmati II. Tibor (magyar) |

| 4. forduló Első mérkőzés 2012. november 21. 13:00 |

| Dunaújváros PASE               | 2 – 1               | BFC Siófok                                    |
| ------------------------------ | ------------------- | --------------------------------------------- |
| Böőr 19' Kocsis 74' Micskó 61' | (1 – 0) Jegyzőkönyv | Cokić 50' Egerszegi 35' Nyári 76' Pécseli 82' |

| Dunaújváros Stadion, Dunaújváros Nézőszám: 620 Játékvezető: Kiss Norbert (magyar) |

| 4. forduló Visszavágó 2012. november 27. 13:00 |

| BFC Siófok            | 1 – 0               | Dunaújváros PASE      |
| --------------------- | ------------------- | --------------------- |
| Dajić 41' Kecskés 34' | (1 – 0) Jegyzőkönyv | Villám 69' Micskó 72' |

| Révész Géza utca, Siófok Nézőszám: 120 Játékvezető: Erdős József (magyar) |

- Idegenben lőtt góllal továbbjutott a BFC Siófok.

| Negyeddöntő Első mérkőzés 2013. február 23. 14:00 |

| Vasas                                   | 3 – 1               | BFC Siófok                     |
| --------------------------------------- | ------------------- | ------------------------------ |
| Nikolov 37' 56' Popovics 64' Katona 83' | (1 – 0) Jegyzőkönyv | Pál 83' Windecker 16' Kiss 72′ |

| Illovszky Rudolf Stadion, Budapest Nézőszám: zárt kapus Játékvezető: Solymosi Péter (magyar) |

| Negyeddöntő Visszavágó 2013. február 27. 13:00 |

| BFC Siófok                                         | 2 – 1               | Vasas         |
| -------------------------------------------------- | ------------------- | ------------- |
| Fehér 57' 22' Dajić 66' Máté 44' Tímár 45' Pál 90' | (0 – 0) Jegyzőkönyv | Clauderon 62' |

| Révész Géza utca, Siófok Nézőszám: zárt kapus Játékvezető: Fábián Mihály (magyar) |

### Ligakupa

#### Csoportkör (B csoport)
| 1. forduló 2012. szeptember 5. 17:30 |

| BFC Siófok | 0 – 1               | Vasas                                      |
| ---------- | ------------------- | ------------------------------------------ |
| Gál 27'    | (0 – 1) Jegyzőkönyv | Luis 9' Venczel 30' Mundi 81' Görgényi 87' |

| Révész Géza utca, Siófok Játékvezető: Oláh Gábor (magyar) |

| 2. forduló 2012. szeptember 8. 18:00 |

| Pécsi MFC                                             | 1 – 1               | BFC Siófok                         |
| ----------------------------------------------------- | ------------------- | ---------------------------------- |
| Nagy 78' Panikvar 9' Uzoma 49' Grumić 74' Horváth 79' | (0 – 0) Jegyzőkönyv | Zamostny 51' Windecker 24' Gál 62' |

| PMFC Stadion, Pécs Nézőszám: 300 Játékvezető: Gaál Gyöngyi (magyar) |

| 3. forduló 2012. október 10. 15:00 |

| BFC Siófok | 0 – 0               | Paksi FC |
| ---------- | ------------------- | -------- |
| Molnár 89' | (0 – 0) Jegyzőkönyv |          |

| Révész Géza utcai stadion, Siófok Nézőszám: 100 Játékvezető: Pintér Csaba (magyar) |

| 4. forduló 2012. október 13. 14:00 |

| Paksi FC                                 | 1 – 1               | BFC Siófok              |
| ---------------------------------------- | ------------------- | ----------------------- |
| Lázok 76' Fiola 42' Eppel 49' Sifter 62' | (0 – 1) Jegyzőkönyv | Sluka 26' Mogyorósi 57' |

| Fehérvári út, Paks Nézőszám: 150 Játékvezető: Szőts Gergely (magyar) |

| 5. forduló 2012. november 13. 13:00 |

| BFC Siófok               | 1 – 4               | Pécsi MFC                                                          |
| ------------------------ | ------------------- | ------------------------------------------------------------------ |
| Mogyorósi 29' Molnár 81' | (1 – 2) Jegyzőkönyv | Szatmári 6' Okoronkwo 20' Grumić 54' 75' Stoimirović 58' Uzoma 70' |

| Révész Géza utca, Siófok Játékvezető: Szilasi Szabolcs (magyar) |

| 6. forduló 2012. december 5. 15:00 |

| Vasas                   | 0 – 2               | BFC Siófok                                  |
| ----------------------- | ------------------- | ------------------------------------------- |
| Venczel 25' Kárpáti 36' | (0 – 0) Jegyzőkönyv | Egerszegi 53' Horváth 70' Pál 27' Fejes 59′ |

| Illovszky Rudolf Stadion, Budapest Nézőszám: zárt kapus Játékvezető: Farkas Ádám (magyar) |

#### A B csoport végeredménye
| Csapat     | M | Gy | D | V | G+ | G– | Gk | P  |
| ---------- | - | -- | - | - | -- | -- | -- | -- |
| Pécsi MFC  | 6 | 3  | 2 | 1 | 11 | 6  | +5 | 11 |
| Paksi FC   | 6 | 2  | 2 | 2 | 7  | 6  | +1 | 8  |
| Vasas      | 6 | 2  | 1 | 3 | 5  | 9  | –4 | 7  |
| BFC Siófok | 6 | 1  | 3 | 2 | 5  | 7  | –2 | 6  |

### Felkészülési mérkőzések

#### Téli felkészülési mérkőzések
| 2013. január 23. 14:00 |

| Zalaegerszegi TE | 2 – 1               | BFC Siófok |
| ---------------- | ------------------- | ---------- |
| Babati Szegleti  | (2 – 0) Jegyzőkönyv | Dajić      |

| ZTE Aréna műfüves pálya, Zalaegerszeg Nézőszám: 50 |

| 2013. január 26. 13:00 |

| Veszprém FC | 0 – 3               | BFC Siófok |
| ----------- | ------------------- | ---------- |
|             | (0 – 3) Jegyzőkönyv |            |

| Városi stadion, Veszprém |

| 2013. január 30. 13:00 |

| BFC Siófok               | 3 – 2               | Veszprém FC                   |
| ------------------------ | ------------------- | ----------------------------- |
| Máté 15' 45' Horváth 74' | (2 – 1) Jegyzőkönyv | Molnár T. 22' Hevesi-Tóth 85' |

| Siófok |

| 2013. február 2. 11:00 |

| Péti MTE | 1 – 4               | BFC Siófok                |
| -------- | ------------------- | ------------------------- |
|          | (1 – 1) Jegyzőkönyv | Horváth Melczer Nagy Máté |

| Pét |

| 2013. február 8. |

| FC Felcsút               | 2 – 2               | BFC Siófok              |
| ------------------------ | ------------------- | ----------------------- |
| Gajdos 19' Vaszicsku 45' | (2 – 2) Jegyzőkönyv | Kecskés 11' Máté J. 27' |

| Felcsút |

| 2013. február 20. |

| BFC Siófok | 0 – 0               | Bajai LSE |
| ---------- | ------------------- | --------- |
|            | (0 – 0) Jegyzőkönyv |           |

| Siófok |

| 2013. február 20. |

| BFC Siófok | 0 – 0               | Zalaegerszegi TE |
| ---------- | ------------------- | ---------------- |
|            | (0 – 0) Jegyzőkönyv |                  |

| Siófok |